# Daniel Idema
Daniel „Dan“ Idema (* 12. August 1984 in Delta, British Columbia) ist ein ehemaliger kanadischer Eishockeyspieler und heutiger professioneller Pokerspieler. Er ist dreifacher Braceletgewinner der World Series of Poker.

## Eishockeykarriere
Idema war von 2001 bis 2005 als Eishockeyspieler aktiv und spielte in dieser Zeit für die Vereine Medicine Hat Tigers, Surrey Eagles, Geleen Smoke Eaters und Saginaw Spirit.

## Pokerkarriere

### Werdegang
Seine erste Geldplatzierung bei einem Live-Turnier erzielte Idema Ende Februar 2007 beim Main Event der World Poker Tour in Los Angeles. Im November 2007 gewann er das Hauptturnier der British Columbia Poker Championships in Richmond und sicherte sich eine Siegprämie von mehr als 400.000 Kanadischen Dollar. Im Juni 2010 war er erstmals bei der World Series of Poker (WSOP) im Rio All-Suite Hotel and Casino am Las Vegas Strip erfolgreich und kam dreimal in die Geldränge. Dabei erhielt er sein höchstes Preisgeld von über 260.000 US-Dollar für den zweiten Platz bei der Weltmeisterschaft der Variante Limit Hold’em. Bei der WSOP 2011 gewann er dasselbe Turnier und sicherte sich eine Siegprämie von knapp 380.000 US-Dollar sowie ein Bracelet. Ende Januar 2012 belegte Idema beim Main Event der Aussie Millions Poker Championship in Melbourne den achten Platz für 125.000 Australische Dollar. Im Juni 2013 setzte er sich bei der WSOP 2013 bei einem Event in Seven Card Stud Hi/Lo durch und erhielt sein zweites Bracelet und rund 185.000 US-Dollar. Zwei Jahre später sicherte sich der Kanadier mit einem Turniersieg in der gemischten Variante H.O.R.S.E. bei der WSOP 2015 sein drittes Bracelet und erhielt eine Siegprämie von mehr als 260.000 US-Dollar. Bei der mittlerweile im Horseshoe Las Vegas und Paris Las Vegas ausgespielten WSOP 2023 wurde er bei der Limit Hold’em Championship Zweiter und sicherte sich knapp 200.000 US-Dollar.
Insgesamt hat sich Idema mit Poker bei Live-Turnieren mehr als 2,5 Millionen US-Dollar erspielt.

### Braceletübersicht
Idema kam bei der WSOP 39-mal ins Geld und gewann drei Bracelets:
| Jahr | Buy-in (in $) | Turnier                                  | Teilnehmer | Preisgeld (in $) |
| ---- | ------------- | ---------------------------------------- | ---------- | ---------------- |
| 2011 | 10.000        | Limit Hold’em Championship               | 152        | 378.642          |
| 2013 | 01.500        | Seven Card Stud Hi-Low Split-8 or Better | 558        | 184.590          |
| 2015 | 03.000        | H.O.R.S.E.                               | 376        | 261.774          |